# Māris Bružiks
Māris Bružiks (* 25. August 1962 in Pļaviņas, Lettische SSR) ist ein ehemaliger lettischer Leichtathlet, der sich auf den Dreisprung spezialisiert hatte. Bis zur Unabhängigkeit Lettlands 1990 vertrat er international die Sowjetunion. Bei den Olympischen Spielen 2008 in Peking war er Mitglied des Trainerstabs der lettischen Frauen-Basketballnationalmannschaft.

## Karriere
Bružiks wurde 1986 in Madrid Halleneuropameister im Dreisprung. Im selben Jahr gewann er im Freien bei den Leichtathletik-Europameisterschaften in Stuttgart die Silbermedaille hinter dem späteren Weltmeister und Olympiasieger Christo Markow aus Bulgarien.
1987 wurde Bružiks bei den Leichtathletik-Hallenweltmeisterschaften in Indianapolis Siebter und bei der Universiade in Zagreb Dritter. Bei den Olympischen Spielen 1992, nun für Lettland startend, belegte er den zehnten Rang. Er gewann bei den Leichtathletik-Hallenweltmeisterschaften 1993 in Toronto die Silbermedaille hinter dem Franzosen Pierre Camara und bei den Leichtathletik-Europameisterschaften 1994 in Helsinki die Bronzemedaille hinter Denis Kapustin aus Russland und Serge Hélan aus Frankreich. Die Leichtathletik-Weltmeisterschaften 1995 in Göteborg beendete er auf dem zehnten Platz, bevor er 1996 in Stockholm zehn Jahre nach seinem letzten Titelgewinn noch einmal Halleneuropameister wurde. Bei den Leichtathletik-Weltmeisterschaften 1997 in Athen konnte er sich nicht mehr für das Finale qualifizieren.